# Panna a netvor
Panna a netvor (německý název Die Jungfrau und das Ungeheuer) je český filmový horor s nádechem pohádky natočený na motivy starofrancouzské pohádky Kráska a zvíře režiséra Juraje Herze roku 1978. Pohádka byla nadabována do němčiny.
Dívka (Zdena Studenková) žije v přepychu na zámku, ale nesmí spatřit svého pána (Vlastimil Harapes), protože je zaklet do podoby netvora. Když jej začne mít ráda, vrátí se mu jeho lidská tvář.

## Zajímavosti o filmu
Kvůli rozhodnutí režiséra postavit celý zámek v ateliéru byl rozpočet vysoký, a tak musel Herz v kulisách natočit současně druhou pohádku Deváté srdce. Natáčení obou filmů trvalo 90 dní.
Část filmu se natáčela také v Grottě v parku Havlíčkovy sady.
Juraj Herz nechtěl natočit film s přívětivým zvířetem, a proto si pro ztvárnění vybral ptáka jako nekomunikativní zvíře. Představitele Vlastimila Harapese, se kterým točil svůj předchozí film Den pro mou lásku, si vybral, aby měl kvalitní choreografii Netvora.